# Maksym Kuczynski
Maksym Witalijowycz Kuczynski, ukr. Максим Віталійович Кучинський (ur. 28 czerwca 1988 w Zaporożu) – ukraiński piłkarz, grający na pozycji bramkarza.

## Kariera piłkarska

### Kariera klubowa
Wychowanek Szkoły Sportowej Metałurh Zaporoże, barwy której bronił w juniorskich mistrzostwach Ukrainy (DJuFL). W 2005 roku rozpoczął karierę piłkarską w drugiej drużynie Metałurha Zaporoże. Latem 2008 został wypożyczony do Zirki Kropywnycki. Na początku 2011 jako wolny agent zasilił skład Desny Czernihów. W lipcu 2011 przeszedł do FK Połtawa. 2 lutego 2016 został piłkarzem klubu Czerkaśkyj Dnipro Czerkasy. 21 kwietnia 2017 za obopólną zgodą kontrakt został rozwiązany. Następnie wrócił do FK Połtawa. 18 lipca 2018 podpisał kontrakt z klubem Karpaty Lwów. 4 lipca 2019 opuścił lwowski klub. 20 lipca 2019 został piłkarzem Dinama Batumi. 5 marca 2020 został zawodnikiem FK Tukums 2020.

### Kariera reprezentacyjna
W 2007 występował w juniorskiej reprezentacji U-19.

## Sukcesy

### Sukcesy klubowe
FK Połtawa
- mistrz grupy B Ukraińskiej Drugiej Ligi: 2011/12
- wicemistrz Ukraińskiej Pierwszej Ligi: 2017/18